# 馬里·歐仁·德伯內
馬里-歐仁·德伯內（法語：Marie-Eugène Debeney；1864年5月5日—1943年11月6日），是一位法國陸軍將領，在第一次世界大戰後期西線戰場擔任要職，負責指揮第一軍團。